# キャス・スーシー
キャス・スーシー（Kath Soucie、Katherine SoucieまたはKath E. Soucieとも、1967年2月20日 - ）は、アメリカ合衆国の女性声優。ケイス・スシーあるいはケイス・スーシーとも表記される。

## 人物・特色
オハイオ州クリーブランド生まれ、カリフォルニア州カンブリア育ち。舞台女優としてニューヨークで活動した後、ロサンゼルスに移住する。
『ラグラッツ』ではフィルとリルのデヴィル姉弟を演じたが、『ダニー・ファントム』のマディー・フェントンや『くまのプーさん』のカンガ、『デクスターズラボ』のデクスターのママなどといった母親役も演じたことがあり、ラグラッツでもデヴィル兄弟の母親も演じた。『ガーゴイルズ』に出演していたため現在でもグレッグ・ワイズマンとは親交がありワイズマンの制作したアニメ作品には必ず出演している。
『ガーゴイルズ』でキャサリン王女を演じた際には成人時代、老婆時代とあえて別の声優を使わず、それぞれ絶妙に演じ分けている（ただし、少女時代のみアンディ・マカフィーが演じている）。本作でもアンジェラやガブリエルやオフィーリアなどの30人以上いる、ガーゴイルの孤児達全員の母親役を演じている。キャサリン王女役に選ばれた理由はキャスの本名がキャサリーンだったから、という裏話がある。魔女三姉妹を演じた際には3役同時に演じており、少女、老婆とそれぞれ別の声優を使わずに演じている。キャサリン王女と魔女三姉妹とオフィーリアの絡みのシーンでは5役同時に演じた。その他、マギー・リードやエレナ王女なども演じている。本作で共演した同世代のブリジット・バーコやサリー・リチャードソンとはかなり気が合ったという。

## 出演作品

### テレビアニメ
- アタック・オブ・ザ・キラー・トマト・アニメイテッドシリーズ（タラ）
- ガーゴイルズ（キャサリン王女、魔女三姉妹、エレナ王女、マギー・リード、オフィーリア、メアリー、女性テロリスト、女性コマンドー）
- ウィッチ -W.I.T.C.H.-（ネリッサ）
- おくびょうなカーレッジくん（ミュリエル・バッグ）
- おたすけマニー（キルリ）
- キム・ポッシブル（フランス人の女の子）
- キャプテン・プラネット（リンカ）
- くまのプーさん（カンガ）
- クレヨンしんちゃん（野原しんのすけ、野原みさえ）※Vitello版
- クワック・パック（デイジーダック）
- ガミー・ベアの冒険 (マリー王女)
- KND ハチャメチャ大作戦（メガママ）
- クリフォード（ジェダ、メアリー）
- ザ・バットマン（子供の頃のアーティー・ブラウン、エレーナ、メル・ブラムウェル）
- サムライジャック（子供A）
- ザ・リプレイス 大人とりかえ作戦（エージェントK）
- ジャスティス・リーグ（少年）
- ジョニー・ブラボー（ロボット、女2、他）
- スター・ウォーズ: バッド・バッチ（ジェック・ロクウェイン）
- ソニック・ザ・ヘッジホッグ（サリー、サリーのコンピューター）
- ユニバーサル版キャスパー (キャット・ハーヴェイ)
- タイニー・トゥーンズ（フィフィ、スニーザー）
- デクスターズラボ（デクスターのママ、コンピューター）
- ダニー・ファントム（マディー・フェントン）
- チャウダー（女、ユニコーン）
- トータリー・スパイズ!（ステラ）
- トムとジェリーキッズ
- トランスフォーマー アニメイテッド（プロフェッサー・プリンセス/ペニー・プリンセス）
- ハウス・オブ・マウス（パディータ）
- パパはグーフィー（デビー）
- パワーパフガールズ（ショートアニメ時代のバブルス、ジュリー・スミス）
- 101匹わんちゃん（アニタ・ラドクリフ、他）
- ビリー&マンディ（子供1）
- ヘイ・アーノルド!（ミリアム・パターキー）
- ベイビーフィリックス（タトゥ）
- ベン10（エドウィン、少年、他）
- マスク・アニメーション（ドラゴンレディ）
- ラグラッツ（フィル・デヴィル,リル・デヴィル）
  - ラグラッツ・ザ・ティーンズ（フィル・デヴィル、リル・デヴィル、他）
- リトル・マーメイド（アティーナ）
- リロ・アンド・スティッチ ザ・シリーズ（トリック・オブ・トリート）

### 劇場アニメ
- くまのプーさん 完全保存版II ピグレット・ムービー（カンガ）
- くまのプーさん ザ・ムービー/はじめまして、ランピー!（カンガ）
- クリフォード・ザ・ムービー（マディソン）
- ズートピア（ニック・ワイルド幼少期）
- 魔女の宅急便（コキリ）
- リロ・アンド・スティッチ（役名表記無し）
- みんなあつまれ! ワンダーパーク (シャノン)

### OVA
- アニマトリックス（雅次）
- スチュアート・リトル3 森の仲間と大冒険（動物）
- ピーター・パン2 ネバーランドの秘密（ウェンディ・モイラー・アンジェラ・ダーリング）
- 101匹わんちゃん Go Go! ダルメシアン!!（アニタ・ラドクリフ）
  - 101匹わんちゃんII パッチのはじめての冒険（パーディタ）
- ガーゴイルズ ザ・ムービー（キャサリン王女）

### ゲーム
- キングダム ハーツ（ショック）
- キングダム ハーツII（サリー 、ショック）

### 特撮
- スーパー・ヒューマン・サムライ・サイバー・スクワッド（エリザベス・コリンズの声）

### 実写映画
- スペース・ジャム （ローラ・バニーの声）

### 人形劇
- ザ・ブック・オブ・プー（カンガの声）

### 吹き替え
- 僕は、パリに恋をする（秘書）

### その他
- Imagination Movers（ボイスメール）
- パワーパフガールズパイロット版（キーン先生）